# Bombardier Learjet 60
O Learjet 60 é uma aeronave bimotor executiva de porte médio e alta performance, com capacidade para transportar confortavelmente seis ou oito passageiros, dependendo da configuração adotada, com motorização turbofan da marca Pratt & Whitney, projetado para viagens internacionais e intercontinentais, fabricado nos Estados Unidos a partir da década de 1990 pela Learjet, que utilizou como base o projeto de jato executivo bimotor Learjet 55, porém com uma boa quantidade de mudanças e melhorias que tornam o Learjet 60 um projeto quase novo de aeronave.
Atualmente, a fabricante americana Learjet é uma subsidiária da corporação canadense Bombardier, mas as fábricas da Learjet estão localizadas nos Estados Unidos e no México.

## Projeto e mercado
O Learjet 60 substituiu com vantagens o Learjet 55 partir no ano de 1993, com uma fuselagem mais espaçosa (aproximadamente um metro mais comprida) e impulsionado por motores mais potentes do que o seu antecessor, com capacidade para transportar quatro ou seis passageiros.
O Learjet 60 é um sucesso de vendas, com mais de 400 unidades vendidas, devido a uma combinação de fatores como baixo consumo relativo de combustível, bom espaço interno para seis ou oito passageiros, alcance suficiente para viagens internacionais non-stop do Brasil para outros países da América do Sul ou, após um cuidadoso planejamento da tripulação, viagens transoceânicas entre Estados Unidos e Europa ou viagens transoceânicas entre Brasil e Europa (com escalas para reabastecimento) , ótima velocidade de cruzeiro, entre outras características.
Dentro do meio aeronáutico, o Learjet 60 é considerado uma aeronave razoavelmente acessível para empresários e executivos de alto escalão, com baixo consumo relativo de combustível e custo de manutenção competitivo, com boa quantidade de peças de reposição disponíveis no Brasil.
Em 2007 foi lançado o Learjet 60XR, com novos aviônicos, novos motores Pratt & Whitney PW305A, com atualizações na cabine de comando e melhorias na cabine de passageiros de modo a tornar o jato ainda mais competitivo em sua categoria de mercado, incluindo o sistema de navegação EFIS (Electronic Flight Instrument System), com o PFD (tela primária) e MFD (tela multifuncional).
Por cerca de US$ 17 milhões a Learjet oferece o 60XR com alcance de cerca de 4 100 quilômetros, equipado com galley (compartimento para preparo de refeições), refrigerador, forno de microondas e elétrico, toalete e outras comodidades. A cabine de passageiros tem iluminação LED e está equipada com DVD player e CD player, telefone por satélite, fax e pontos de acesso a Internet.
O Learjet 60XR sobe direto até a altitude de 15 000 metros em menos de meia hora, após a decolagem. Jatos executivos de alta performance como esse estão menos sujeitos a turbulências de mau tempo.[carece de fontes?]

## Principais concorrentes
- Beechcraft Hawker 800;
- Cessna Citation Excel;
- Gulfstream G100;